# NGC 7170
NGC 7170 é uma galáxia elíptica (E-S0) localizada na direcção da constelação de Aquarius. Possui uma declinação de -05° 25' 56" e uma ascensão recta de 22 horas, 01 minutos e 26,3 segundos.
A galáxia NGC 7170 foi descoberta em 1886 por Frank Leavenworth.